# Anatochoerus inusitatus
Anatochoerus inusitatus — викопний вид гризунів родини кавієвих (Caviidae). Близький родич сучасних капібар. Існував у пізньому міоцені у Південній Америці. Скам'янілі рештки виду знайдені у відкладеннях формації Ітусаїнго у провінції Ентре-Ріос на північному сході Аргентини.